# نشانگان ملاس

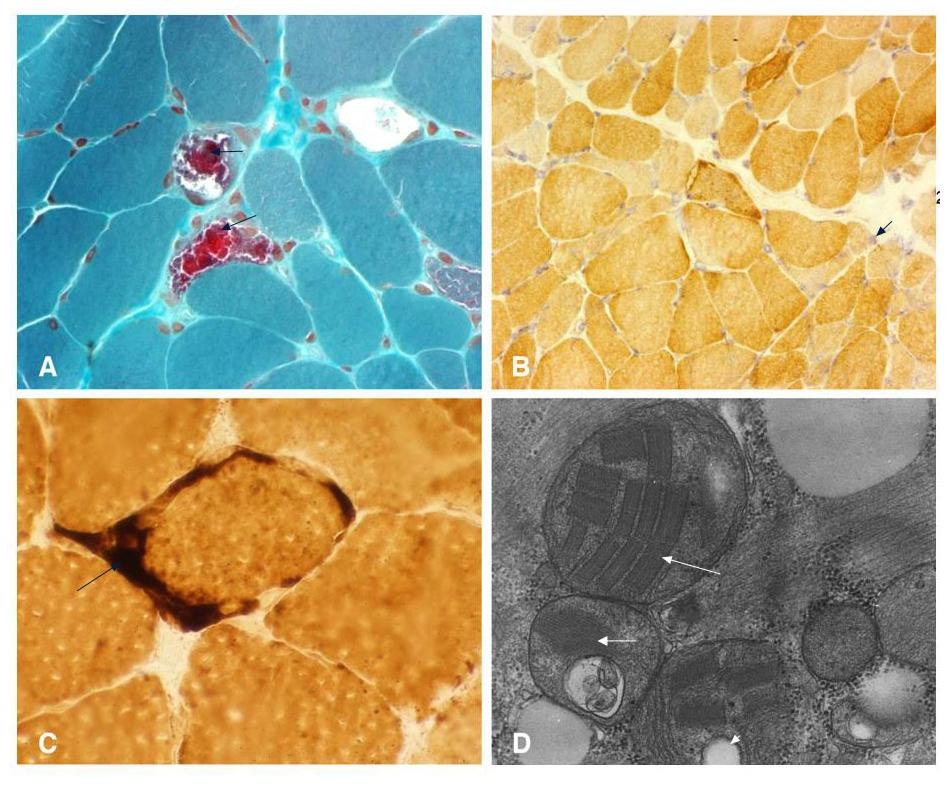
بیوپسی عضلانی در فردی که به سندرم ملاس مبتلاست، اما هیچ نوع جهش ژنی شناخته‌شده‌ای در او یافت نشده است. (a) با رنگ‌آمیزی تعدیل‌شدهٔ گوموری، چندین فیبر عضلانی خشن قرمز (فلش مشکی) دیده می‌شود. (b) رنگ‌آمیزیِ مخصوصِ «سیتوکروم اکسیداز سی»، فیبرهای نوع ۱ (کم‌رنگ‌تر) و فیبرهای نوع ۲ (پُررنگ‌تر) و همچنین تعدادی فیبر محتوی میتوکندری غیرطبیعی (فلش مشکی‌رنگ) را نشان می‌دهد. به فیبرهای خالی‌از سیتوکروم اکسیداز سی که معمولاً در سندرم ملاس دیده می‌شوند، توجه کنید. (c) رنگ‌آمیزی «سوکسینات دِهیدروژناز» چند فیبر خشن آبی‌رنگ و رنگ‌گرفتگیِ غلیظ میتوکندری‌ها را در عروق خونی (فلش مشکی) نشان می‌دهد. (d) در زیر میکروسکوپ الکترونی، تجمعات میتوکندی‌های غیرطبیعی و ذرات پاراکریستالین دیده می‌شود. فلش‌های سفید بزرگ، انکلوزیون‌های اسموفیلیک و فلش سفید کوچک، واکوئل‌های میتوکندریال را نشان می‌دهد. گزارش موردی ابوعامرو و همکاران در مجلهٔ پزشکی «Medical Case Reports» در سال ۲۰۰۹ میلادی.

سندرم مِلاس (انگلیسی: MELAS syndrome) نام یک بیماری میتوکندریال است که مشتمل بر «انسفالوپاتی»، «اسیدوز لاکتیک» و «حملات سکته‌مانند» است.
این بیماری نخستین بار در سال ۱۹۸۴ میلادی به شکل کنونی توصیف شد و از آنجایی که به دلیل نقص در ژنوم میتوکندریهاست، صرفاً از مادر به ارث می‌رسد. این بیماری در هر دو جنس مذکر و مؤنث دیده می‌شود و بخش‌های مختلفی از بدن را درگیر می‌کند. در بسیاری از موارد کودک رشد و تکامل طبیعی خود را دارد که ناگهان علائم بیماری آغاز می‌شود. علائم اولیه شامل ضعف عضلانی و درد، سردردهای راجعه، بی‌اشتهایی، استفراغ و تشنج است. بیشتر بیماران قبل از ۴۰ سالگی دچار حملاتی شبیه سکتهٔ مغزی می‌شوند. علائم سکتهٔ مغزی در آغاز، موقتی است و بهبود می‌یابند، اما با تکرار حملات سکته، احتمال آسیب دائمی به مغز وجود دارد که شامل کوری، اختلالات حرکتی و فراموشی است. در اغلب این بیماران، تجمع اسید لاکتیک وجود دارد که منجر به «اسیدوز لاکتیک» شده و علائمی چون استفراغ، شکم‌درد، خستگی شدید، ضعف عضلانی، بی‌اختیاری مدفوع و تنگی‌نفس را در پی دارد.
برخی علائم دیگر که شیوع کمتری دارد، شامل میوکلونوس (اسپاسم عضلانی)، عدم هماهمنگی عضلانی (آتاکسی)، کاهش شنوایی، مشکلات قلبی و کلیوی، دیابت، صرع و عدم توازن هورمونی است.
ژن‌های جهش یافته در نشانگان ملاس عبارتند از:
- راه NADH دِهیدروژناز: MT-ND1 و MT-ND5 که در تبدیل اکسیژن به قندهای ساده و انرژی دخیلند.[۵]
- آران‌ای حامل: MT-TH، MT-TL1 و MT-TV (جهش در MT-TL1 مسئول ۸۰ درصد موارد بیماری است).

این بیماری پیشرونده است و درمان شناخته‌شده‌ای ندارد و تنها می‌توان علائم بیماری را بهبود بخشید. برخی درمان‌های کمک‌کننده عبارتند از: تجویز «کوآنزیم کیو ۱۰»، «ویتامین ب۳»، «ویتامین ب۲»، «ال-آرژینین» و «سوکسینات».